# Homer (Minnesota)
Homer – jednostka osadnicza w Stanach Zjednoczonych, w stanie Minnesota, w hrabstwie Winona.